# NGC 6638
NGC 6638 est un amas globulaire situé dans la constellation du Sagittaire à environ 30 660 a.l. (9,4 kpc) du Soleil et à 7 175 a.l. (2,2 kpc) du centre de la Voie lactée. Il a été découvert par l'astronome germano-britannique William Herschel en 1784.

## Observation

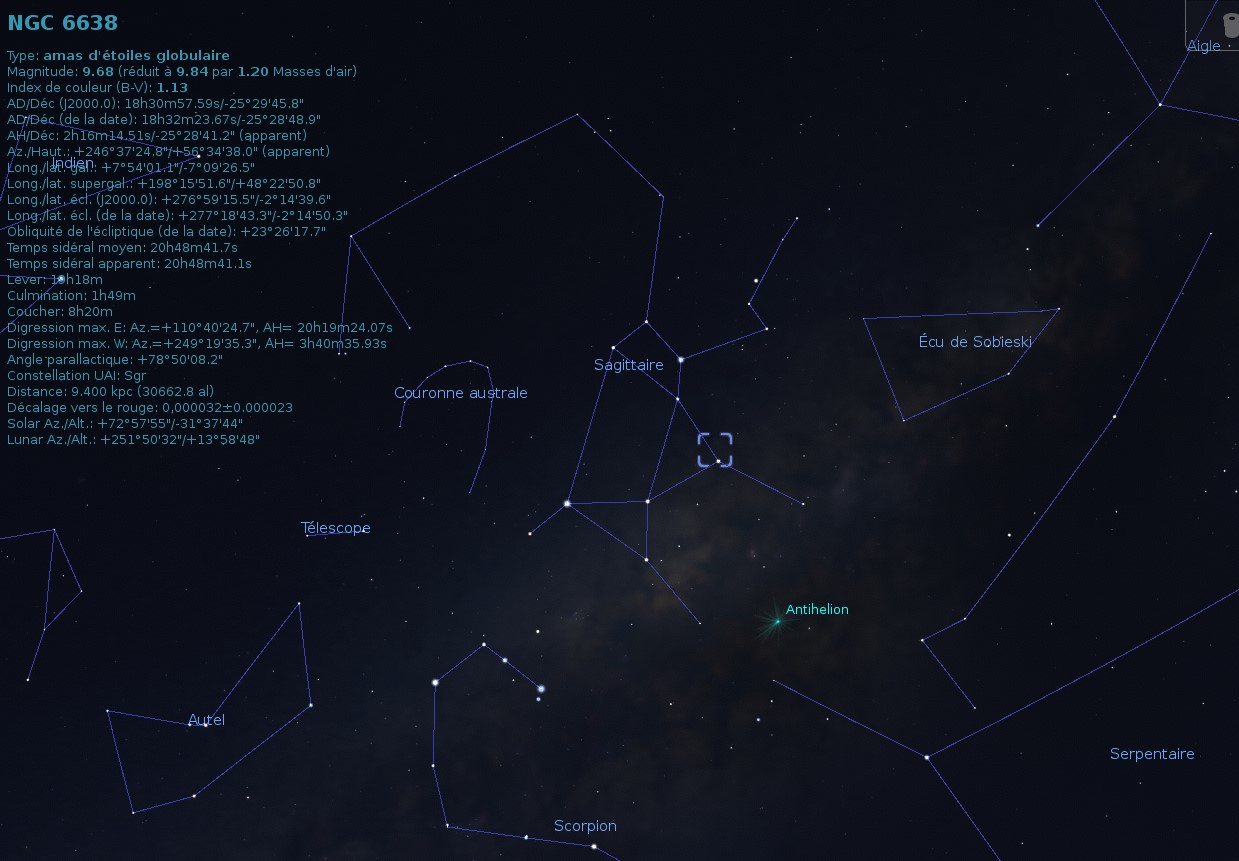
Localisation de NGC 6638 dans la constellation du Sagittaire.

NGC 6638 est dans la constellation du Sagittaire, tout près du système d'étoiles Gamma Sagittarii. Avec une magnitude apparente égale à 9,0, il n'est pas visible à l'œil nu. Cependant, on peut l'observer avec des jumelles.

## Caractéristiques

### Classe
La classe de concentration Shapley-Sawyer de NGC 6638 est VII,, une concentration intermédiaire pauvre mais non clairsemée.

### Vitesse
Selon les mesures les plus récentes réalisées par le satellite Gaia, la vitesse radiale héliocentrique de cet amas est égale à 8,63 ± 2,00 km/s,. La valeur indiquée par Harris est plus grande, soit 18,1 ± 3,9 km/s.

### Métallicité, masse et âge
Selon une étude publiée en 2004 par Santos et Piatti, la métallicité de l'amas globulaire NGC 6638 est égale à -0,80 et son âge est de 11,5 ± 2,0 ans.
La base de données Simbad indique quatre valeurs de la métallicité comprises entre -1,00 et -1,30. Une métallicité comprise entre -0,80 et -1,30 signifie que la concentration en fer de NGC 6638 est comprise entre à 5%  et 16% de celle du Soleil.
Après le Big Bang, l'Univers étant surtout composé d'hydrogène et d'hélium, la métallicité était pratiquement nulle. L'univers s'est progressivement enrichi en métaux (éléments plus lourds que l'hélium) grâce à la synthèse de ceux-ci dans le cœur des étoiles. La métallicité des amas du halo de la Voie lactée varie d'un centième à un dixième de la métallicité solaire, ce qui signifie que ces amas se décomposent en deux sous-groupes, les relativement jeunes et les vieux. Selon sa métallicité, NGC 6638 serait moyennement riche en métaux.

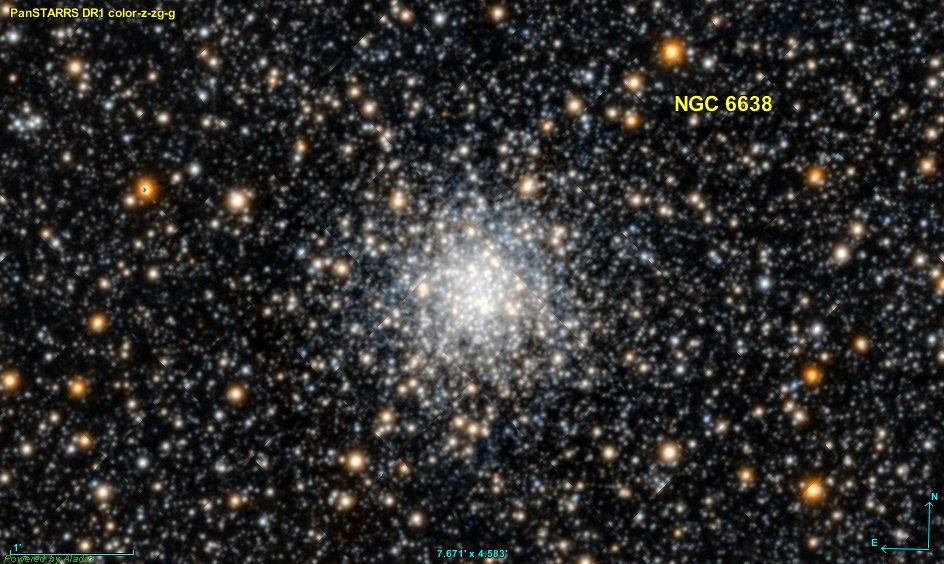
NGC 6638 par le relevé Pan-STARRS.